# André Demetz
André Demetz, né le 10 décembre 1902 à Dijon et mort le 17 novembre 1977 dans la même ville, est un général d'armée français, grand officier de la Légion d'honneur. 
Il est chef d'état-major de l'armée de terre du 1er octobre 1959 au 29 juin 1960 et gouverneur militaire de Paris du 30 juin 1960 au 30 novembre 1962.  

## Biographie
Il est le fils du général Georges Demetz (1865-1942) et de Anne-Marie Rémondet. 
Formé à Saint-Cyr dans la promotion du Souvenir (1921-1923), il intègre la cavalerie. 
De 1939 à 1940, il sert à la 3e division légère mécanique, ainsi qu'à la 4e division cuirassée, où il est placé sous les ordres du colonel de Gaulle. 
En 1943, il rejoint les forces françaises libres par l'Espagne et prend la tête du 2e régiment de dragons dans les campagnes de Provence, des Vosges et d'Alsace. À partir de février 1945, il devient chef d'état-major de la 1re armée du général de Lattre de Tassigny.  En octobre 1945, il est décoré de la prestigieuse Distinguished Service Cross américaine pour sa conduite en octobre 1944 au cours de la bataille des Vosges.
En 1946, il prend le commandement de la 25e division aéroportée, première unité du genre en France. En 1950, il prend la tête de l'École supérieure de guerre. En 1952, il commande la 1re division blindée en Allemagne, avant d'être nommé adjoint au général commandant les forces françaises d'occupation de l'Allemagne. 
Après avoir été conseiller technique au cabinet du ministre délégué à la présidence du conseil, Gaston Palewski, il devient général de corps d'armée en 1956 et commande la VIe région militaire (Metz). 
En 1958, il est promu général d'armée et accède au post de major général des armées, puis chef d'état-major général adjoint de la défense nationale à partir de 1959. La même année, il est nommé chef d'état-major de l'armée de terre, puis gouverneur militaire de Paris en 1960 ; poste qu'il occupe jusqu'en 1962,.

## Décorations
- Grand officier de la Légion d'honneur
- Distinguished Service Cross (États-Unis, 1945)